# NIC-11B
La NIC-11B es una autopista nacional catalogada como troncal principal ubicada en Nicaragua. La carretera inicia en el Norte en la Rotonda Las Flores Masaya con la NIC-4B y NN-188 hasta finalizar en el Sur en la Rotonda de Catarina en Catarina.